# Jean-Marie Le Sidaner
Jean-Marie Le Sidaner est un écrivain français né à Reims le 24 mai 1947, mort à Verzy (Marne) le 25 février 1992. 

## Biographie
Jean-Marie Maurice Le Sidaner enseigna la philosophie à Charleville-Mézières ainsi qu'à Châlons-sur-Marne.
Il participa à la revue d'avant-garde Encres Vives. En 1977, il figure au sommaire de la revue Bretagnes, dirigée par Paol Keineg, parmi les nouveaux écrivains bretons. En mai 1981, il dirigea le numéro spécial (n° 625) que la revue Europe consacra à la littérature de Bretagne. 
Le n° 36 de la revue Vagabondages, en février 1982, est consacré aux Poètes de Bretagne, et principalement Paol Keineg et Jean-Marie Le Sidaner. En 1989, Jacques Josse l'inclut dans son anthologie 23 poètes bretons d'aujourd'hui, parue aux éditions Ubacs.
Il publia des anthologies, des essais sur l’art et participa avec Michel Butor au film de William Mimouni, Le Fantôme de l’enfant marcheur, consacré à Arthur Rimbaud. Le prix Roger Caillois 1992 lui fut décerné à titre posthume pour l’ensemble de son œuvre.
Il épousa à Reims, en 1970, Annick Danièle Mousty. Il fut inhumé au cimetière du Sud, mais repose, depuis mai 1993, à Argenteuil avec son père. Le poète Jean Miniac lui a consacré un essai édité par la bibliothèque municipale de Charleville-Mézières.
Les éditions La Différence, où il fut directeur littéraire, lancèrent, en 1994, la revue Présages, sous-titrée Cahiers Jean-Marie Le Sidaner. Le premier numéro rassemblait des textes signés, entre autres, par Guillevic, Michel Butor, Hervé Carn et André Velter.  Cette revue connut dix-neuf numéros jusqu'en 2007. Les seize premiers furent sous-titrés Cahiers Jean-Marie Le Sidaner, mais pas les trois derniers.
Les mêmes éditions publièrent en l'an 2000 ses œuvres complètes en deux tomes: Justice immanente et Le Ramasseur d'ombre.

## Œuvres
- La Folie, Larousse, coll. Idéologies et société, 1976.
- Jean Tardieu, un poète, Gallimard jeunesse, coll. Folio junior poésie, 1981.
- Vahé Godel, Éditions universitaires, Fribourg, 1981.
- L'Effet de neige, Scandéditions-Temps actuels, 1982.
- Ballade en mémoire de Ker-is, Le dé bleu, coll. Herbes folles, 1983.
- Portraitures, La Différence, 19846.
- Manuel de scène, La Différence, 19847.
- Hans Seiler, au risque de la tradition, La Différence, 1987.
- Le Roman pathétique, La Différence, 1989.
- Les cyniques, La Différence, 1989
- Leçons d'apocalypse, La Différence, 19918.
- Cinq sculptures boulevard Pereire, illustrations de Boris Lejeune, La Différence, 1991.
- Michel Cosem, éd. du Rouergue, coll. Visages de ce temps,1992.
- La Mort, Larousse, coll. Idéologies et société, 1992.
- Fragments de paroles et de pierre, correspondance avec Boris Lejeune, La Différence, 19929.
- Terre, ciel, visages, avec Guillevic, Vahé Godel, Alexis Gloaguen, La Différence, 199510.
- Le Voyageur à la roue, avec Michel Butor, Novetlé Massalia, 1999.
- Œuvres littéraires, vol. I: Justice immanente, La Différence, 2000.
- Œuvres littéraires, vol. II: Le Ramasseur d'ombres, La Différence, 2000.